# Oronzo Tiso
Oronzo Tiso (né en 1729 à Lecce, dans l'actuelle région des Pouilles et mort dans cette même ville en 1800) est un peintre italien du XVIIIe siècle . Il a appartient à l'école baroque napolitaine du  XVIIIe siècle bien qu'il ait exercé surtout dans sa région natale.

## Biographie
Après s'être formé à Naples dans l'atelier de l'illustre Francesco Solimena, Oronzo Tiso entreprend une carrière de peintre dans sa ville natale de Lecce, important centre artistique baroque où continuent de s'élever palais et églises. Il acquiert rapidement une grande renommée dans la région et participe à la décoration des édifices religieux les plus importants : on retrouve des toiles de sa main dans de nombreuses églises de Lecce dont la Basilique Santa Croce, l'église du Gesù et la Cathédrale de Lecce.
L'une de ses commandes les plus importantes et qui lui a ouvert le chemin de la consécration est la réalisation de dix-sept toiles pour la décoration de trois églises à Casarano, dans le Salento. Une dix-huitième toile de ce cycle a été récemment retrouvée et pourrait être attribuée à Tiso selon un article du quotidien La Gazzetta del Mezzogiorno en 2004.
C'est en tout cas à la suite de ce travail qu'il recevra la commande de la décoration de la Cathédrale de Lecce. Il décora aussi des palais nobiliaires tels que le Palazzo Palmieri, toujours à Lecce. Fidèle à la peinture baroque et au style de son maître Solimena, Oronzo Tiso est considéré comme le plus talentueux des peintres de l'école de Lecce de son époque. On retrouve de ses toiles dans de nombreuses églises de toutes les Pouilles ainsi qu'en Basilicate. Plusieurs musées d'Italie du sud présentent aussi des œuvres de sa main.

## Œuvres
- Le Transport de l'Arche sacrée, composition monumentale qui orne le maître-autel de l'Église Sant'Irene, à Lecce.
- Le Songe de saint Joseph, Pinacothèque régionale, Bari.
- Le Songe de Jacob, Pinacothèque régionale, Bari.
- Plusieurs toiles au Musée provincial Sigismondo Castromediano, Lecce.